# Ulricehamns stad
Denna artikel handlar om den tidigare kommunen Ulricehamns stad. För orten se Ulricehamn, för dagens kommun, se Ulricehamns kommun.
Ulricehamns stad, innan 1741 Bogesunds stad, var en stad och kommun i Älvsborgs län.

## Administrativ historik
Platsen Bawasund nämns i Erikskrönikan och orten bör då ha varit så välkänd att den var värd att nämna. 1371 har Udd Bengtsson (Vinstorpa-Ätten) platsen och Redvägs härad som förläning. Det är oklart om staden redan då hade stadsprivilegier. 1478 omnämns Bogesund som stad i ett köpebrev. Staden bytte 1741 namn till Ulricehamn.
Ulricehamns stad inrättades som kommun, enligt Förordning om kommunalstyrelse i stad (SFS 1862:14) den 1 januari 1863, då Sveriges kommunsystem infördes. 1938 inkorporerades Brunns landskommun och Vists landskommun. 1971 ombildades staden till Ulricehamns kommun.
Staden hade egen jurisdiktion med Ulricehamns rådhusrätt till den 1 januari 1948, då den därefter blev en del av Kinds och Redvägs tingslag.
Staden hörde till Ulricehamns församling.

### Sockenkod
För registrerade fornfynd med mera så återfinns staden inom ett område definierat av sockenkod 1812 som motsvarar den omfattning staden hade kring 1950, vilket då också inkluderar Brunns socken och Vists socken.

## Stadsvapnet
Blasonering: I blått fält, bestrött med klöverblad, ett med kunglig krona försett krönt U, allt av guld.
Före 1741 hette staden Bogesund och dess sigill innehöll ett krönt B, vilket vid namnbytet ersattes av ett U (efter drottning Ulrika Eleonora). Vapnet fastställdes av Kungl. Maj:t för Ulricehamns stad i sitt nuvarande utförande 1949. 

## Geografi
Ulricehamns stad omfattade den 1 januari 1952 en areal av 56,14 km², varav 51,31 km² land.

### Tätorter i staden 1960
I Ulricehamns stad fanns tätorten Ulricehamn, som hade 7 013 invånare den 1 november 1960. Tätortsgraden i staden var då 86,9 procent.

## Befolkningsutveckling
| Befolkningsutvecklingen i Ulricehamns stad 1805–1970 | Befolkningsutvecklingen i Ulricehamns stad 1805–1970 | Befolkningsutvecklingen i Ulricehamns stad 1805–1970 | Befolkningsutvecklingen i Ulricehamns stad 1805–1970 | Befolkningsutvecklingen i Ulricehamns stad 1805–1970 |
| --- | ---------------------------------------------------- | ---------------------------------------------------- | ---------------------------------------------------- | ---------------------------------------------------- |
| |                                                      |                                                      |                                                      |                                                      |
| År |                                                      |                                                      | Folkmängd                                            |                                                      |
| 1805 | 1805                                                 |                                                      | 789                                                  |                                                      |
| 1810 | 1810                                                 |                                                      | 750                                                  |                                                      |
| 1820 | 1820                                                 |                                                      | 1 240                                                |                                                      |
| 1830 | 1830                                                 |                                                      | 1 253                                                |                                                      |
| 1840 | 1840                                                 |                                                      | 1 328                                                |                                                      |
| 1850 | 1850                                                 |                                                      | 1 455                                                |                                                      |
| 1860 | 1860                                                 |                                                      | 1 424                                                |                                                      |
| 1870 | 1870                                                 |                                                      | 1 038                                                |                                                      |
| 1880 | 1880                                                 |                                                      | 1 215                                                |                                                      |
| 1890 | 1890                                                 |                                                      | 1 162                                                |                                                      |
| 1900 | 1900                                                 |                                                      | 1 381                                                |                                                      |
| 1910 | 1910                                                 |                                                      | 2 197                                                |                                                      |
| 1920 | 1920                                                 |                                                      | 3 287                                                |                                                      |
| 1930 | 1930                                                 |                                                      | 4 138                                                |                                                      |
| 1935 | 1935                                                 |                                                      | 4 436                                                |                                                      |
| 1940 | 1940                                                 |                                                      | 6 378                                                |                                                      |
| 1945 | 1945                                                 |                                                      | 6 882                                                |                                                      |
| 1950 | 1950                                                 |                                                      | 7 707                                                |                                                      |
| 1955 | 1955                                                 |                                                      | 7 885                                                |                                                      |
| 1960 | 1960                                                 |                                                      | 8 068                                                |                                                      |
| 1965 | 1965                                                 |                                                      | 8 452                                                |                                                      |
| 1970 | 1970                                                 |                                                      | 8 441                                                |                                                      |
| Anm: 1938 inkorporerades kommunerna Brunn och Vist. För åren 1805-1945: befolkning enligt folkräkning 31 december enligt den administrativa indelningen den 1 januari följande år. 1950 avser befolkning enligt folkräkning den 31 december enligt den administrativa indelningen den 1 januari 1952. 1955 avser den kyrkobokförda befolkningen den 31 december enligt den administrativa indelningen den 1 januari följande år. 1960 och 1965 avser befolkning enligt folkräkning den 1 november enligt den administrativa indelningen den 1 januari följande år. 1970 avser befolkning enligt folkräkning den 1 november i det område som Ulricehamns stad omfattade när den ombildades till Ulricehamns kommun 1 januari 1971. |                                                      |                                                      |                                                      |                                                      |

## Politik

### Mandatfördelning i Ulricehamns stad 1919–1966
| 6 | 8 | 10 |

| 24 |

| 4 | 8 | 12 |

| 21 |

| 5 | 9 | 10 |

| 24 |

| 2 | 4 | 5 | 2 | 11 |

| 24 |

| 8 | 4 | 1 | 11 |

| 24 |

| 8 | 7 | 9 |

| 24 |

| 12 |  | 7 | 10 |

| 28 |

| 11 |  | 8 | 10 |

| 27 |

|  | 10 |  | 7 | 11 |

| 27 |

| 13 |  |  | 7 | 8 |

| 26 |

| 13 |  | 8 | 8 |

| 26 |

| 12 | 2 | 7 | 9 |

| 26 |

| 13 | 2 | 8 | 7 |

| 27 |

| 11 | 4 | 7 | 8 |

| 24 | 6 |